# 1554 Yugoslavia
1554 Yugoslavia là một tiểu hành tinh. Nó được phát hiện ngày 6 tháng 9 năm 1940 bởi Milorad B. Protić, nhà thiên văn Serbia ở Belgrade, Vương quốc Nam Tư, bây giờ là Serbia. Nó được đặt tên cho đất nước Nam Tư.